# Thomas Vernor Smith
Thomas Vernor Smith (* 26. April 1890 in Blanket, Brown County, Texas; † 24. Mai 1964 in Hyattsville, Maryland) war ein US-amerikanischer Politiker. Zwischen 1939 und 1941 vertrat er den Bundesstaat Illinois im US-Repräsentantenhaus.

## Werdegang
Thomas Smith besuchte die öffentlichen Schulen seiner Heimat und studierte danach bis 1915 an der University of Texas in Austin. 1922 absolvierte er die University of Chicago. Dazwischen diente er in den Jahren 1918 und 1919 während der Endphase des Ersten Weltkrieges in der US Army. Anschließend lehrte er bis 1948 an verschiedenen Universitäten. Außerdem war er Autor zahlreicher Bücher. Von 1931 bis 1948 gab er das International Journal of Ethics heraus. Gleichzeitig schlug er als Mitglied der Demokratischen Partei eine politische Laufbahn ein. Zwischen 1935 und 1938 gehörte er dem Senat von Illinois an. In den Jahren 1937 und 1938 war er auch Vorsitzender des Illinois Legislative Council.
Bei den Kongresswahlen des Jahres 1938 wurde Smith im 27. Wahlbezirk von Illinois in das US-Repräsentantenhaus in Washington, D.C. gewählt, wo er am 3. Januar 1939 die Nachfolge von Lewis M. Long antrat. Da er im Jahr 1940 nicht bestätigt wurde, konnte er bis zum 3. Januar 1941 nur eine Legislaturperiode im Kongress absolvieren. Während dieser Zeit wurden dort die letzten New-Deal-Gesetze der Bundesregierung unter Präsident Franklin D. Roosevelt verabschiedet.
Während des Zweiten Weltkrieges diente er zwischen 1943 und 1946 erneut in der Army, in der er bis zum Oberst aufstieg. Zwischen November 1943 und November 1944 war er Leiter des Bildungsausschusses der Kontrollkommission der Alliierten in Italien. Nach dem Krieg lehrte er bis 1959 an der Syracuse University im Bundesstaat New York. Danach zog er sich in den Ruhestand zurück. Thomas Smith starb am 24. Mai 1964 in Hyattsville und wurde auf dem Nationalfriedhof Arlington in Virginia beigesetzt.